# Monti Ėzop
I monti Ėzop (in russo хребет Эзо́п?) sono una catena montuosa dell'Estremo Oriente russo, al confine tra il Territorio di Chabarovsk e l'Oblast' dell'Amur.
La catena è definita come la continuazione settentrionale dei monti della Bureja. La lunghezza è di circa 150 km L'altezza massima è di 1 902 m. I monti sono composti da granito e rocce vulcaniche. Le pendici dei crinali sono ricoperte da boschi di larice fino a circa 1200 m.